# Vincenzo Michetti
Vincenzo Michetti (Pesaro, 8 febbraio 1878 – Pesaro, 8 marzo 1956) è stato un compositore italiano.
Michetti è stato anche autore di canzoni e musiche per pianoforte.

## Opere

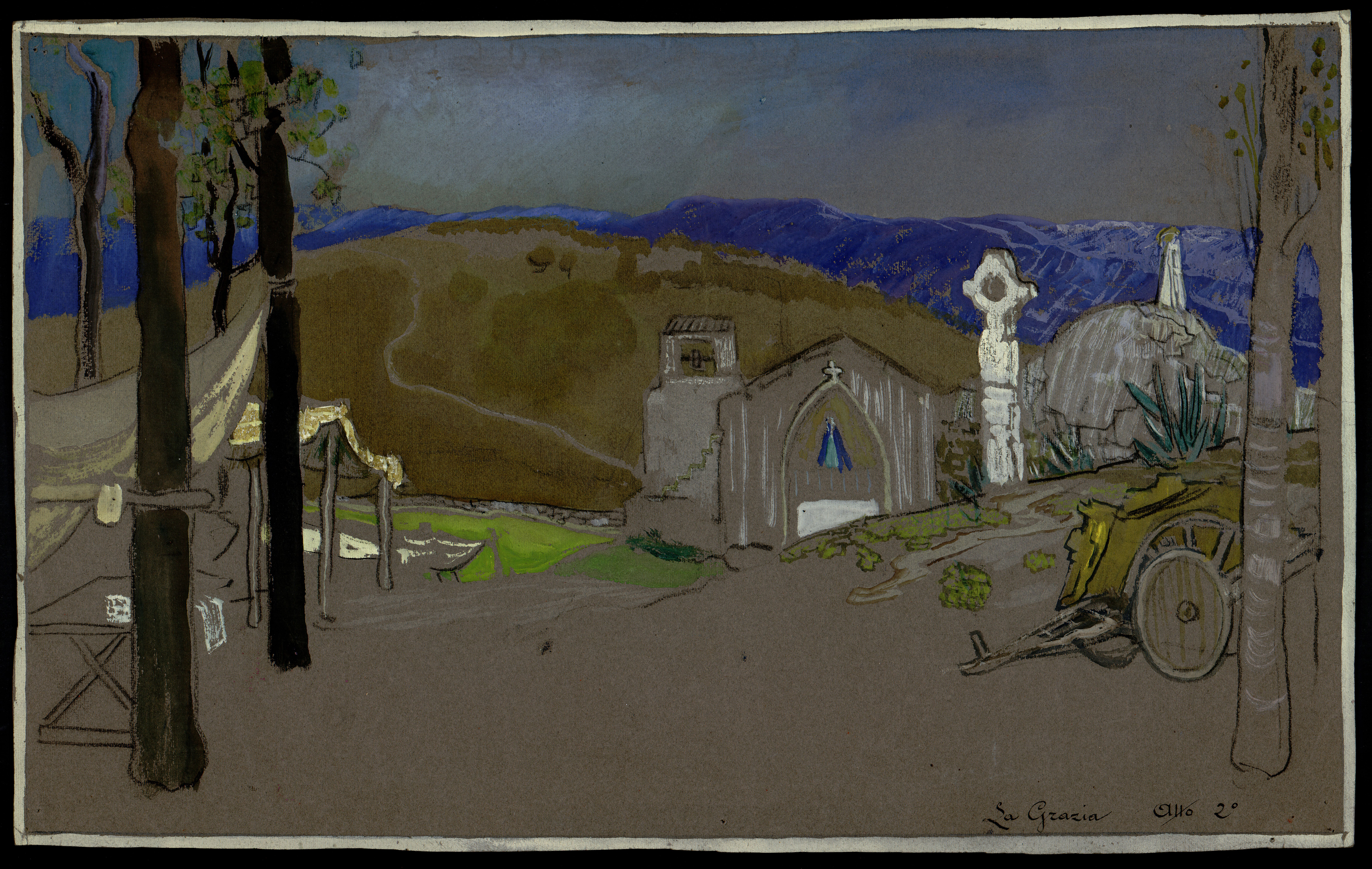
Una china rocciosa che digrada dolcemente, scenografia per Grazia atto 2 (1923).

- Maria di Magdala, dramma lirico in 3 atti (episodi), libretto del compositore, Roma, Teatro Costanzi, 5 marzo 1918
- La Grazia, dramma pastorale in 3 atti, libretto di Claudio Guastalla da Grazia Deledda, Roma, Teatro Costanzi, 31 marzo 1923[2]  La prima rappresentazione ottenne un buon successo.
- La Maddalena, opera in 3 atti, libretto del compositore, Milano, Teatro alla Scala, 22 novembre 1928  La Maddalena era una revisione di Maria di Magdala con una trama diversa e tanti aggiornamenti nella musica. L'accoglienza non è stata del tutto soddisfacente, a causa di persistenti imperfezioni musicali. [3]